# Raymond & Maria
Raymond & Maria var en svensk popgrupp. Gruppen startades 2002 av bandets manliga medlemmar: Johan Kindblom, Staffan Lindfors och Per Blomqvist. Som sångerskor fann de systrarna Maria och Camilla Fredriksson. Gruppens namn är hämtat från en swingerklubb i Stockholm.
Bandet slog igenom med singeln "Ingen vill veta var du köpt din tröja" 2004. Låten toppade Trackslistan i flera veckor.
Bandet lades ned 2013.

## Bandmedlemmarna
- Maria Fredriksson – sång
- Camilla Fredriksson – sång
- Per Blomqvist – gitarr
- Staffan Lindfors – gitarr
- Johan Kindblom – bas

## Diskografi

### Album
- 2004 – Vi ska bara leva klart
- 2006 – Hur mycket jag än tar finns alltid lite kvar
- 2012 – Jobs where they don't know our names (1)[6]

### Singlar
- 2004 – Ingen vill veta var du köpt din tröja
- 2004 – "Nej"
- 2004 – Min pappa
- 2005 – Redan idag
- 2006 – Storstadskvinnor faller ner och dör
- 2006 – Kärlek 1
- 2011 – The fish are swimming slower every year

### Låtar
- När jag blundar